# زیست‌شناسی رفاه

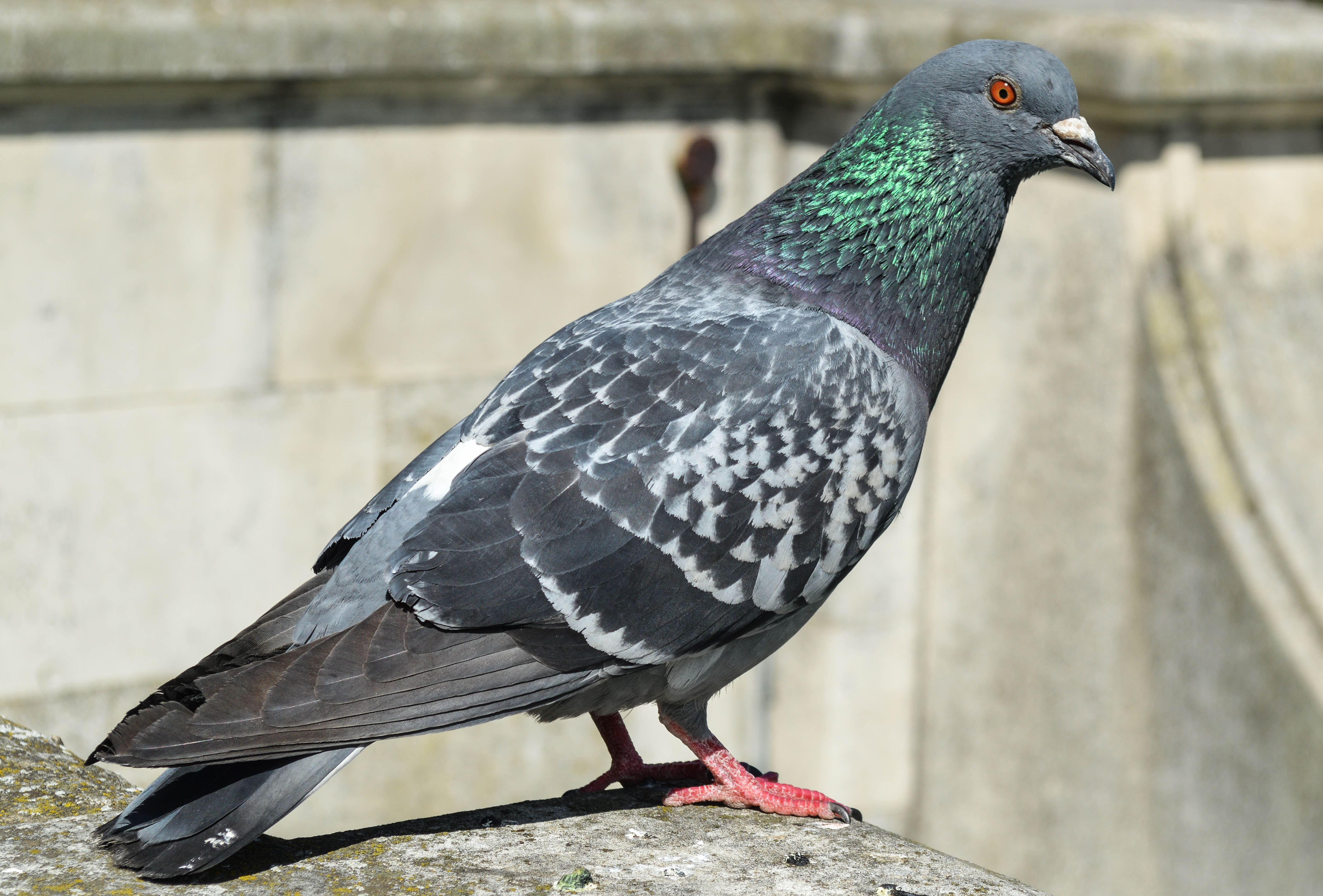
بوم‌شناسی رفاه شهری به عنوان یک زیرشاخه برای مطالعه رفاه حیات وحش شهری، از قبیل کبوتر رمیده پیشنهاد شده است.

زیست‌شناسی رفاه (به انگلیسی: Welfare biology) یک زمینه پژوهشی میان‌رشته‌ای پیشنهادی برای مطالعه بهزیستی مثبت و منفی افراد حساس در رابطه با محیطشان است. نخستین بار دانشمندی به نام Yew-Kwang Ng در سال ۱۹۹۵ این رشته را پیش برد. از آن زمان، تأسیس آن توسط تعدادی از نویسندگان، از جمله فیلسوفان، که برای اهمیت ایجاد زمینه پژوهشی، به‌ویژه دربارهٔ رنج جانور وحشی، استدلال کرده‌اند، پشتیبانی شده است. برخی از پژوهشگران نمونه‌هایی از پژوهش‌های موجود را ارائه کرده‌اند که زیست‌شناسی رفاه می‌تواند از آنها استفاده کند و کاربردهای خاصی را برای یافته‌های پژوهشی پیشنهاد کرده‌اند.
در چارچوب زیست‌شناسی رفاه Ng، جاندارانی مانند کانگوروها که ظرفیت درک و توانایی تجربه لذت یا درد را دارند، به عنوان «احساس عاطفی» طبقه‌بندی می‌شوند.